# Леснюв-Мали
Леснюв-Мали (пол. Leśniów Mały, нім. Wenig Lessen) — село в Польщі, у гміні Червенськ Зеленогурського повіту Любуського воєводства.
Населення — 233 особи (2011).
У 1975-1998 роках село належало до Зеленогурського воєводства.

## Демографія
Демографічна структура станом на 31 березня 2011 року:
|          | Загалом | Допрацездатний вік | Працездатний вік | Постпрацездатний вік |
| -------- | ------- | ------------------ | ---------------- | -------------------- |
| Чоловіки | 118     | 22                 | 86               | 10                   |
| Жінки    | 115     | 29                 | 69               | 17                   |
| Разом    | 233     | 51                 | 155              | 27                   |